# Fuck you, prof!
Fuck you, prof! (Fack ju Göhte) è un film del 2013 scritto e diretto da Bora Dağtekin con Elyas M'Barek e Karoline Herfurth.

## Trama
Dopo tredici mesi di detenzione per rapina, Zeki Müller esce di prigione; riottenuta la libertà si reca subito dalla sua complice per farsi restituire la refurtiva, ma questa si trova sepolta nelle fondamenta di una scuola. Zeki decide quindi di farsi assumere come insegnante di sostegno per riprendersi i soldi.
Il giorno del colloquio una professoressa tenta il suicidio e Zeki viene assunto come supplente; sfruttando una collega appena conosciuta, Elisabeth, l'uomo riesce ad ottenere dei documenti falsi e comincia ad insegnare nella scuola. Elisabeth, giovane professoressa ed ex studentessa della scuola, si innamora subito di lui, ma questi non ne è minimamente attratto; Zeki, intanto, durante la notte comincia a scavare un tunnel per ritrovare il malloppo.
Quando Elisabeth scopre che Zeki ha fotocopiato i suoi documenti, lo costringe a prendersi la sua classe, la peggiore dell'istituto, e nonostante le difficoltà iniziali riesce a fare breccia in quelli che sono semplicemente dei ragazzi abbandonati a sé stessi anziché dei criminali come tutti gli altri professori credono, facendo emergere i loro talenti e riuscendo a far capire loro l'importanza dell'istruzione, che lui stesso da giovane aveva trascurato perché ritenuto un delinquente.
L'ex galeotto si trasferisce a casa di Elisabeth e della sorella e le aiuterà entrambe, in particolare con l'adozione della ragazza, e pian piano riconoscerà i sentimenti che prova per la collega. Proprio quando recupera i soldi, Elisabeth scopre il tunnel e il suo passato criminale, decidendo di allontanarsi; la complice di Zeki, tuttavia, le farà capire quanto lei sia importante per lui, tanto da avergli fatto decidere di cambiare per sempre vita.
Elisabeth e Zeki, riappacificatisi, sigleranno il loro amore con un bacio e la preside della scuola, riconosciuto lo straordinario lavoro fatto dall'uomo con i ragazzi, falsificherà per lui un diploma, così da permettergli di frequentare il corso per l'abilitazione all'insegnamento, offrendogli inoltre di restare ad insegnare nella sua scuola.

## Distribuzione
Il film è uscito nelle sale tedesche il 29 ottobre 2013, mentre in quelle italiane è stato distribuito a partire dal 15 ottobre 2015.
Ha incassato globalmente 60 milioni di euro, di cui 367.000 in Italia.

## Sequel
Il sequel, intitolato Fuck you, prof! 2, è stato distribuito il 10 settembre 2015 nel Paese d'origine  ed è stato proiettato nelle sale cinematografiche italiane a partire dal 14 settembre 2016. Il 26 ottobre 2017 è uscito Fuck you, prof! 3.